# Tuichi
Tuichi (hiszp. Río Tuichi) – rzeka w Boliwii, w departamencie La Paz, przepływająca przez Park Narodowy Madidi. Rzeka ma swoje źródło w Andach i uchodzi do rzeki Beni. Długość rzeki Tuichi wynosi 265 km.